# ابله (فیلم ۱۹۵۸)
ابله (روسی: Идиот) فیلمی روسی به کارگردانی ایوان پیریف است که در سال ۱۹۵۸ منتشر شد. این فیلم اقتباسی از رمان مشهور ابله نوشتهٔ فیودور داستایفسکی است.
آهنگساز این فیلم، نیکولای کروکوف و رهبر ارکستر موسیقی نواخته‌شده در آن ورونیکا دودارووا بود. اشعار ترانه‌ها را هم میخائیل ماتوسفسکی سروده بود.

## پیرنگ
فیلم با صحنه‌ای در قطاری که به سمت سن پترزبورگ در حرکت است آغاز می‌شود. شاهزاده لِف نیکولایویچ میشکین که پس از چهار سال درمان در یک آسایشگاه سوئیسی به روسیه بازگشته، در این سفر با پارفِن روگوژین، تاجری ثروتمند، آشنا می‌شود. در گفت‌وگویشان، میشکین درباره ناستاسیا فیلیپونا باراشکوا، معشوقه سابق یک نجیب‌زاده به نام توتسکی، چیزهایی می‌شنود. بعدتر، نام او بار دیگر در دیدار میشکین با خانواده ایپانچین‌ها، که تنها خویشاوندانش در شهر هستند، و همچنین در خانه ژنرال ایوولگین مطرح می‌شود. پسر ژنرال، گانیا، که در شرایط مالی بدی قرار دارد، قصد دارد برای بهبود وضعیت اقتصادی‌اش با ناستاسیا ازدواج کند، با وجود آنکه او به‌عنوان "زنی خراب" شهرت دارد. هنگامی که میشکین در خانه ایپانچین‌ها به تصویر ناستاسیا نگاه می‌کند، اولین برداشتش این است که چهره شاد او در حقیقت پرده‌ای بر رنجی عمیق است و این او را به فکر فرو می‌برد که شخصیت واقعی ناستاسیا چگونه است.
ناستاسیا فیلیپونا نخستین بار در جریان درگیری شدیدی در خانه ایوولگین ظاهر می‌شود. مادر و خواهر گانیا، که او را زنی بی‌شرم می‌دانند، به‌شدت با ازدواج پیشنهادی مخالفت می‌کنند. ناستاسیا با رفتار جسورانه و سخنان تندش، اختلافات خانوادگی را تشدید کرده و به‌نظر می‌رسد که از تأیید بدترین تصوراتشان درباره خود لذت می‌برد. اما وقتی روگوژین با گروهی از دوستان مستش از راه می‌رسد، رفتار ناستاسیا تغییر کرده و ناگهان آشفتگی‌ای غیرمنتظره در او دیده می‌شود. تنش در لحظه‌ای به اوج می‌رسد که گانیا، در حالی که میشکین تلاش دارد او را آرام کند، ناگهان به شاهزاده سیلی می‌زند. در پی این اتفاق، ناستاسیا تغییر ناگهانی در رفتار خود نشان داده، از مادر گانیا عذرخواهی می‌کند و خانه را ترک می‌کند، نشانه‌ای از پیچیدگی احساسی عمیقش.
اوج درام فیلم در جشن تولد ناستاسیا در آپارتمانش رقم می‌خورد. او در برخورد با مهمانانش، لحنی از طعنه‌آمیز تا تحقیرآمیز دارد، اما در مواجهه با میشکین، رویی مهربان‌تر و آسیب‌پذیر از خود نشان می‌دهد. او که از درک و همدلی میشکین شگفت‌زده شده، از او تشکر می‌کند که نخستین کسی بوده که واقعاً او را دیده است. سپس بسته‌ای از پول‌های روگوژین را برمی‌دارد و آن را در شومینه می‌اندازد و گانیا را به چالش می‌کشد که اگر بتواند پول را با دست‌های برهنه از میان شعله‌ها بیرون بیاورد، تمام مبلغ را به او خواهد داد. اما گانیا تحت فشار این موقعیت از هوش می‌رود. در نهایت، ناستاسیا خودش پول نیمه‌سوخته را برداشته و به سوی او پرت می‌کند، سپس همراه روگوژین از آنجا خارج می‌شود و صحنه‌ای پر از انتظارات بر بادرفته و تنش‌های حل‌نشده را پشت سر می‌گذارد.

## بازیگران
- یوری یاکوولیف در نقش پرنس میشکین[۲]
- یولیا بوریسووا در نقش ناستازیا فیلیپوونا
- لئونید پارخامنکو در نقش پارفیون روگوژین
- نیکیتا پادگورنوی در نقش گانیا ایولگین
- نیکولای پاژیتنف در نقش ژنرال ایپانچین
- ویرا پاشنایا در نقش همسر ژنرال ایپانچین
- رایسا ماکسیمووا در نقش آگلایا ایپانچین
- رایسا کورکینا در نقش آدلائید ایپانچین
- گالینا ساموخینا در نقش الکساندرا ایپانچین
- کلاودیا پالاویکووا در نقش نینا الکساندرا ایوولگینا
- ایوان لوبزنف در نقش ژنرال ایولگین
- آلیسا ایوانووا در نقش واریا ایولگین
- ولادیمیر موراویف در نقش فردیشینکو
- سرگئی مارتینسن در نقش لبیدیف
- پاول استرلین در نقش توتسکی
- گریگوری اشپیگل در نقش پتیتسین
- امانویل گلر در نقش یکی از اعضا گروه روگوژین
- نیکولای گورلف در نقش یکی از اعضا گروه روگوژین
- نیکولای کوتوزف در نقش مأمور دندان‌گرد و طماع